# Rik Verwaest
Rik Verwaest (Lier, 1985) is een Vlaamse politicus voor de N-VA.

## Levensloop
Verwaest groeide op in zijn geboortestad Lier en was onder meer lid van de jeugdbeweging en de lokale jeugdraad.
Hij studeerde aan het Lierse Sint-Gummaruscollege en later aan de Universiteit Antwerpen, waar hij een master in de geschiedenis behaalde.
Bij de gemeenteraadsverkiezingen van 2006 kwam hij op, op de kartellijst CD&V-N-VA. Hij raakte niet rechtstreeks verkozen, maar kwam in 2008 alsnog in de gemeenteraad terecht. Na de volgende verkiezingen werd hij schepen van de stad, met onder meer toerisme en jeugd als bevoegdheden.
Bij de verkiezingen van 2018 kondigde burgemeester Frank Boogaerts aan dat hij na drie jaar de fakkel zou doorgeven aan partijgenoot en schepen Rik Verwaest. Deze laatste behaalde met 2.065 voorkeursstemmen het hoogste aantal stemmen van de hele stad. Hij legde op 22 december 2021 de eed af bij provinciegouverneur Cathy Berx als nieuwe burgemeester van Lier.

## Privé
Hij woont samen met zijn vriendin, met wie hij drie dochters heeft.